# جونشي
جونشي (باليابانية: 殉 死، "اتباع السيد في الموت"، تُترجم أحيانًا على أنها "انتحار عن طريق الولاء") يشير إلى الفعل الياباني في العصور الوسطى من التابعين الذين ارتكبوا سيبوكو (انتحار طوعي) لموت سيدهم. في الأصل كان يؤدى فقط عندما يقتل السيد في معركة أو يُقتل عموماً.

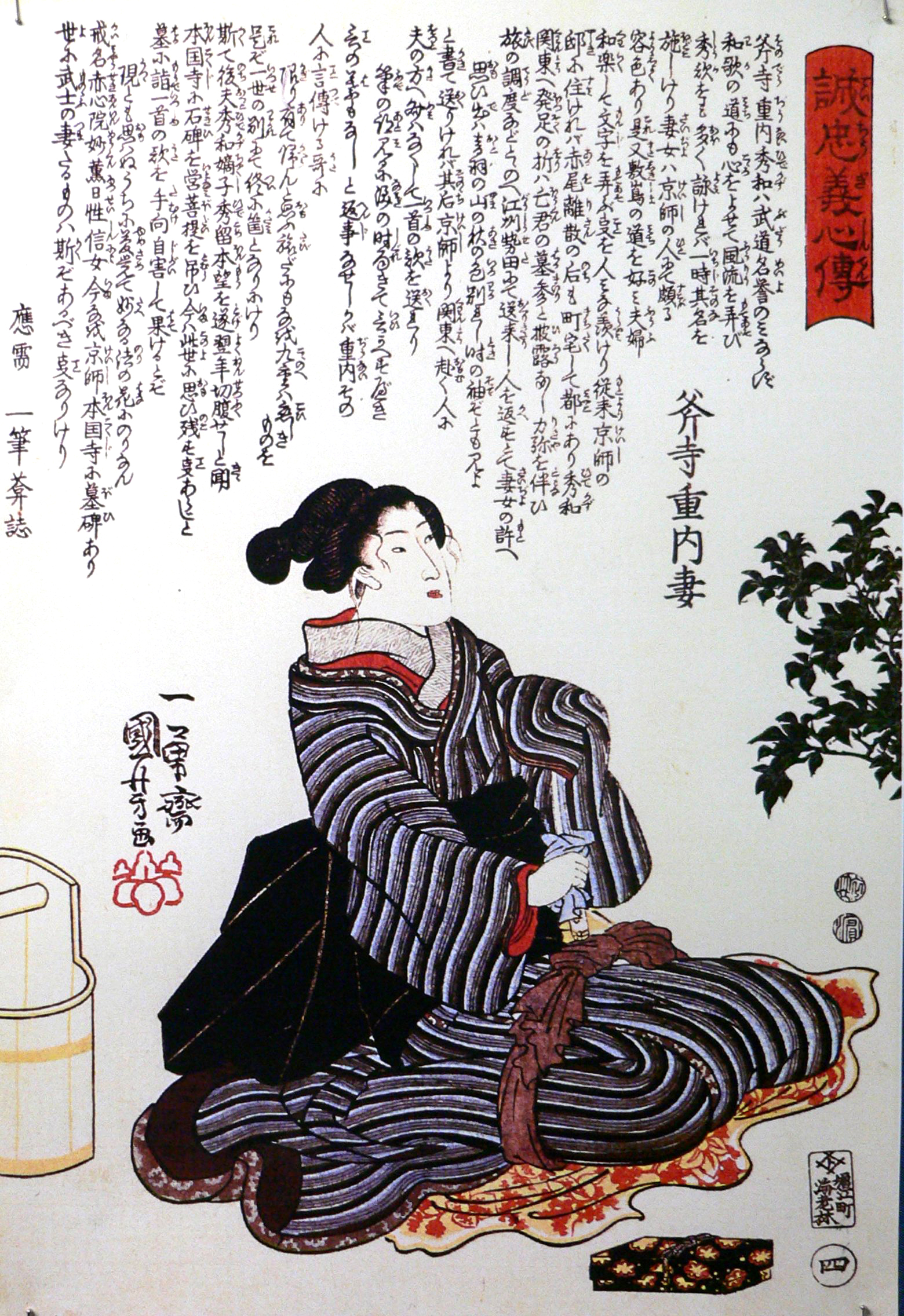
رسمة تصور زوجة أونوديرا جوناي أحد السبعة وأربعون رونين وهي تستعد للحاق بسيدها.

## خلفية
هذه الممارسة موصوفة في السجلات الصينية، التي تصف سكان الأرخبيل الياباني، والتي تعود إلى القرن السابع. وفقا لسجلات الممالك الثلاث، كتاب وي، المجلد. 30، مرسوم صدر في 646 نهى فعل الجونشي، لكن من الواضح أن الممارسة استمرت لقرون بعد ذلك.
في ظل حكم توكوغاوا الشوغونية، كانت نتائج المعارك والحروب غير معروفة تقريبًا، وأصبحت جونشي تتمتع بشعبية كبيرة بين التابعين حتى عندما يموت أسيادهم بشكل طبيعي، أو بطريقة أخرى لم يواجهوا نهاية عنيفة. لم تكن هناك قواعد ثابتة للجنشي، وتعتمد إلى حد ما على الظروف وأهمية السيد والاحترام الذي كان يحتفظ به من قبل أتباعه، وكذلك طريقة وفاته. وقد تنفذ بغض النظر عما إذا كان السيد قد مات بسبب مرض أو سقط في ساحة المعركة أو ارتكب هارا كيري.

## أمثلة
أحد الأمثلة على ذلك هو انتحار عام 1607 من قبل سبع من الخدم بعد وفاة ماتسودايرا تادايوشي ويوكي هيدياسو . حدث هذا حتى على أعلى مستويات السلطة في بعض الأحيان. تُبع توكوغاوا هيديتادا حتى الموت من قبل أحد مستشاريه الكبار ( روجو )، وفي عام 1651، عندما توفي شوغون توكوغاوا إيميتسو، انتحر ثلاثة عشر من أقرب مستشاريه (بما في ذلك اثنان من روجو)، مما أدى إلى تغيير كبير في ميزان المجلس، نتيجة لذلك من الآراء السياسية لمن بقوا.
نتيجة لممارسة الجنشي على نطاق واسع، تم حظرها من قبل عدد من الإقطاعيين. تم حظره من قبل عشيرة ساغا في عام 1661، ثم تم حظره بالكامل في نسخة "Buke Sho-Hatto" (قانون المنازل العسكرية) من قبل توكوغاوا إيتسونا في عام 1663؛ وقد رأى الباكوفو أن جونشي يحتوي على عناصر معينة من الفتنة. كان تطبيق هذا القانون صارمًا، وعمل بالطريقة اليابانية العرفية من خلال إلقاء اللوم في حالة جنشي على ابن أو خلف اللورد المتوفى الذي تسببت وفاته في ذلك. أثناء إظهار الولاء لسيدهم الميت باتباعه حتى الموت، يمكن أن يعرض الخدم في نفس الوقت الخطر بشكل خطير لحياة خليفته، وربما يدمرون منزله بالكامل من خلال مصادرة سلطات الإقطاعية. استمرت الممارسة، رغم ذلك.
في عام 1668، عندما توفي دايميو أوكودايرا تاداماسا، انتحر أحد أتباعه. وللتشديد على منع الممارسة، قتل الشوغن أبناء التابع، ونفى أقاربه الآخرين، وأزال خليفة أوكودايرا إلى إقطاعية أخرى أصغر حجمًا ( هان ). أدت مثل هذه الحالات المستمرة إلى إعادة إعلان الحظر في عام 1683. هذا النوع من إعادة تأكيد القوانين، كما شوهد في العديد من عمليات حظر توكوغاوا الأخرى على عدد لا يحصى من الممارسات الأخرى، يشير إلى أن الحظر لم يتم اتباعه على نطاق واسع، ولم يتم تطبيقه بشكل فعال.
في مناسبة أخرى، عندما توفي اللورد توكوغاوا تاداكيتشي، الابن الرابع لإياسو، في عام 1607، ورد أن خمسة من رجاله اختاروا الموت عن طريق جونشي.

في عام 1634، عندما كان اللورد ساتاكي يوشينوبو يحتضر، حذر أحد الساموراي التنفيذيين في مقر إقامة اللورد في إيدو أتباعه من أن اللورد لا يريدهم أن يموتوا من بعده رغم ذلك،
... من الموضة في مجتمعهم المعاصر قطع بطن المرء بعد وفاة السيد. إنهم يعتبرون مثل هذا العمل عملًا جديرًا بالتقدير. (كومازاوا هيروميتشي. سياسي ياباني شهير)
على الرغم من رغبة يوشينوبو في الإحتضار، انتحر اثنان من الساموراي بعد وفاته.
وبالمثل ، عندما توفي أمير الحرب الإقطاعي الشهير ديت ماساموني في عام 1636، ارتكب خمسة عشر ساموراي سيبوكو. في هذه الحالة بالذات، كان ستة منهم تابعين ذوي مناصب قرروا هم أيضاً اللحاق بأسيادهم الذين لحقوا بسيدهم حتى الموت.
في عام 1657، عندما توفي اللورد نبيشيما كاتسوشيج، انتحر ستة وعشرون من الساموراي.

أحد الأمثلة المتأخرة هو الجنرال نوغي ماريسوكي، بطل الحرب الروسية اليابانية. عندما كان موكب جنازة إمبراطور ميجي يغادر القصر الإمبراطوري في طوكيو، اهتزت البلاد من الأخبار المثيرة التي تفيد بأن ماريسوكي قد انتحر مع زوجته. ما جعل الخبر مثيرًا هو أن ماريسوكي قد نزع أحشاءه في تقليد الساموراي القديم لجنشي ليتبع سيده في الموت. كتبت كارول جلوك،
"عند الاستماع لما حدث لأول مرة، لم يكن من الممكن أن يكون أحد أشهر الشخصيات في الحياة الوطنية في ميجي قد ارتكب جونشي …. في أمة في خضم احتفال رسمي بحداثتها، كان جنديها الأول ... قد اتبع تقليدًا تم حظره من قبل شوغون توكوغاوا على في عام 1663."
اعتبر إينوي تيتسوجيرو انتحار ماريسوكي سببًا للاحتفال، على الرغم من حقيقة أنه من وجهة نظر المجتمع، كان يعني فقدان رجل عظيم والحزن للكثيرين. وأضاف أيضًا أن جونشي ماريسوكي،
"... أظهر قوة البوشيدو وتكهن بأن الانتحار سيكون له تأثير غير عادي على اليابان."
اعتبره العديد من المفكرين أيضًا بمثابة إشارة إلى عمل الولاء، ومثال لليابانيين في انهيار الأخلاق التقليدية. شجبها آخرون، وانتقدها كيريو يويو صراحة في ضوء الدعوات لإحياء بوشيدو.
كما تم اعتبار Junshi من قبل Akō rōnin لو أنهم فشلوا في مهمتهم لقتل Kira Yoshinaka. بين عامي 1701 و 1703 ، عرضت ما يسمى بقضية أكو كيف ينبغي الحكم على بوشيدو . في عام 1701 ، هاجم إقطاعي أكو ، أسانو (تاكومي-نو-كامي) ناغانوري ، رئيس الاحتفالات ( كوك ) في محكمة شوغونال ، كيرا (كوزوكي-نو-سوك) ، يوشيناكا ، وسحب سيفه في أحد ممرات قلعة إيدو ، مقر إقامة تسونايوشي ، خامس توكوغاوا شوغون. لم تُعرف أبدًا الظروف الدقيقة التي أدت إلى تصرف Asano ، لكن Asano ادعى أنه تعرض للإهانة من قبل Kira. التفسير الذي اتفق عليه معظم المعلقين على القضية هو أن كيرا كان يتوقع رشوة من أسانو ، وأن كيرا أعطى عمدًا تعليمات خاطئة أو مضللة فيما يتعلق بحفل كان على أسانو أن يترأسه عندما لم يكن الطبيب قادمًا. تلقى كيرا قطعتين من الاستقطاعات ، لم تكن أي منهما قاتلة ، وتم القبض على أسانو ، وحُكم عليه بالإعدام من خلال سيبوكو ، ونفذ عقوبته في يوم الهجوم. عندما وصلت الأخبار إلى إقطاعية أكو أسانو ، ناقش أتباعه الإجراء الذي يجب اتخاذه. طلب باكوفو الاستسلام الفوري للإقطاعية ، وكان بعض الخدم يرغبون في معارضة ذلك بتحصين أنفسهم في قلعة أكو ، وهو عمل يُعرف باسم rōjō ، بينما أراد آخرون اتباع سيدهم في الموت عن طريق جونشي ، وهذا الإجراء يسمى oibara . لقد صُدموا وغضبوا من حقيقة أن كيرا لم يكن على قيد الحياة فحسب ، بل لم يعاقب أيضًا. تولى رجل واحد ، Ōishi (Kura-no-suke) Yoshino ، دورًا رائدًا منذ البداية. كان يؤيد oibara ، لكنه أرسل في البداية عريضة إلى bakufu ، يطلب فيها نقل الإقطاعية إلى شقيق Asano الأصغر ، Asano Nagahiro ، بعنوان Daigaku. قبل وصول هذا الالتماس إلى السلطات ، وصل مسؤولو باكوفو إلى أكو وتم تسليم الإقطاعية. كرر إيشي طلبه لتعيين Asano Daigaku باعتباره الإقطاعي الجديد لـ Akō ، وبينما كان الباكوفو يتداولون ، لم يتمكن Akō samurai من اتخاذ أي إجراء خوفًا من المساومة على Asano Daigaku. بعد أكثر من عام ، قرر باكوفو مصادرة الإقطاعية ، وهي الخطوة التي أدت رسميًا إلى تقليص الخدم الأكي إلى وضع rōnin . قرر إيشي والرجال الذين انضموا سابقًا إلى خطته أويبارا الانتقام لوردهم الميت بقتل كيرا. لو فشلت مهمتهم ، قرر الأكورينين أن يلتزموا بالجنشي معًا. كان من الممكن أن يؤدي انتهاك الحظر المفروض على الجنشي إلى اعتبار خليفة السيد المتوفى غير مؤهل ، ويمكن أن يؤدي إلى مصادرة إقطاعته. وبالتالي ، فإنهم كانوا قد ارتكبوا جريمتين جنائيتين.

## أنظر أيضا
- الانتحار الإيثاري
- تضحية بشرية
- الإساءة الدينية
- العنف الديني
- ساتي (ممارسة) ، الممارسة المحظورة الآن للأرامل الهندوسيات رمي أنفسهن فوق محارق جنازات أزواجهن
- التضحية بالنفس

## لقراءة أعمق
- بلومبرج ، كاثرينا (1995). قلب المحارب: الأصول والخلفية الدينية لنظام الساموراي في اليابان الإقطاعية . Sandgate ، إنجلترا: مكتبة اليابان.
- فريدريك ، لويس (2002). موسوعة اليابان . كامبريدج ، ماساتشوستس: مطبعة جامعة هارفارد.
- غلوك ، كارول (1987). أساطير اليابان الحديثة . برينستون ، نيو جيرسي: مطبعة جامعة برينستون.
- إيكيجامي ، إيكو (1995). ترويض الساموراي: الفردية الفخرية وصناعة اليابان الحديثة . كامبريدج ، ماساتشوستس: مطبعة جامعة هارفارد.
- كاتو ، شويتشي (1997). تاريخ الأدب الياباني: Man'yōshū إلى العصر الحديث . نيويورك ، نيويورك: مجموعة روتليدج تايلور وفانسيس.
- سانسوم ، جورج (1963). تاريخ اليابان: 1615-1867 . ستانفورد ، كاليفورنيا: مطبعة جامعة ستانفورد.
- تيتسوجيرو ، إينو (1921). نيبون كوجاكوها نو تيتسوجاكو . طوكيو: طوكيو فوزامبو.
- فارلي ، بول (2000). الثقافة اليابانية . هونولولو: مطبعة جامعة هاواي ʻ